# Kenny Wenkel
Kenny William Wenkel, född 27 augusti 1916 i Göteborg, död där 10 januari 1979, var en svensk målare och tecknare.
Han var under en period gift med Ingrid Wenkel. Han arbetade först som sjöman 1932–1939 och befann sig i Bryssel när andra världskriget bröt ut. För att fördriva tiden på land började han studera konst vid Institut Supérieur des Art Décoratifs. Under hösten 1939 lyckades han resa hem till Sverige och fortsatte då sina konststudier för Nils Nilsson vid Valands målarskola 1939–1940 samt för Sven Erixson vid Kungliga konsthögskolan i Stockholm 1943–1948 därefter genomförde han en längre studieresa till Orienten 1948. Separat ställde han ut på bland annat Nystedts konstsalong i Linköping. Wenkel medverkade i Nationalmuseums utställning Unga tecknare 1947, Göteborgs konstförenings Decemberutställningar på Göteborgs konsthall samt utställningar arrangerade av Sveriges allmänna konstförening. Hans konst består av figurer, porträtt och landskapsskildringar från skilda håll i världen utförda i olja eller teckning. Wenkel är representerad med ett porträtt av Pär Thorell vid Norrköpings konstmuseum.